# Гёрл Пат
Судно «Гёрл Пат» было маленьким рыболовным траулером с портом приписки Гримсби, Линкольншир.  В 1936 году оно получило сенсационную известность, когда его капитан предпринял на нем несанкционированное трансатлантическое путешествие. Эскапада закончилась в Джорджтауне, Британская Гвиана, арестом капитана, Джорджа Осборна и его брата. Затем эти двое были заключены в тюрьму за кражу судна.
Построенное в 1935 году, «Гёрл Пат» было собственностью компании Marstrand Fishing Grimsby. 1 апреля 1936 года Осборн, с экипажем из четырех человек и его братом Джеймсом в качестве сверхштатного, вывел это судно в обычный рыболовный рейс в Северном море продолжительностью от двух до трех недель. После ухода из порта Осборн сообщил экипажу, что они отправляются в расширенный круиз в более южных водах. Ничего больше о них не слышали до середины мая, когда владельцы получили из испанского порта Коркубион счёт за ремонт и заправку судна, которое они уже считали пропавшим. В дальнейшем судно было замечено у острова Селваженш, в Дакаре, Сенегал и на островах Иль-дю-Салют у берегов Французской Гвианы в Южной Америке. Главным средством навигации капитана во время рейса длиною более 6000 морских миль (11 000 км) был школьный атлас его сына ценой шесть пенни и компас. Некоторое время считалось, что «Гёрл Пат» затонуло со всем экипажем вблизи Багамских островов. После захвата и задержания судна в Джорджтауне 19 июня 1936 года Осборн и его команда были названы героями в мировой прессе.
В октябре 1936 года Осборн, обвинённый в краже судна,  заявил в суде, что владельцы поручили ему избавиться от судна с целью получения страховки. Это заявление было отклонено судом. Спустя годы, в своих мемуарах, Осборн рассказал другую, неподтвержденную историю: скрывшись с «Гёрл Пат», он выполнял миссию от имени британской военно-морской разведки, связанную со вспыхнувшей в июле 1936 года гражданской войной в Испании.
После его освобождения из тюрьмы Осборн принял участие в дальнейших морских приключениях и служил на флоте во Второй мировой войне. Он умер в 1957 году. В Джорджтауне «Гёрл Пат» было приобретено новыми владельцами, которые вернули его в Великобританию, где оно было выставлено как туристическая достопримечательность. В 1939 году оно была продано в Управление лондонского порта для использования в качестве судна для маркировки затонувших кораблей и после реквизиции Королевским флотом во время войны было возвращена в 1945 году. Информации о его последующей карьере нет.

## Предыстория

### Осборн

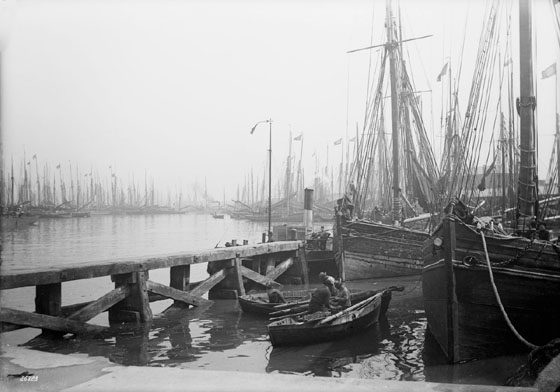
Рыболовные суда в Гримсби, конец 19 века

Джордж Блэк родился 4 июля 1902 года, в маленьком северном шотландском прибрежном городе Баки. Он принял фамилию Осборн, когда его овдовевшая мать снова вышла замуж и перевезла семью в Абердин, где Джордж, получивший прозвище «Дод», провел свою юность. Когда ему было 14 лет, Осборн солгал о своем возрасте и был зачислен в качестве юнги в Королевский флот. В своих мемуарах он писал: «У меня никогда не было подросткового возраста». Он служил в Дуврском патруле и был ранен во время рейда Зебрюгге 23 апреля 1918 года. Покинув Флот в декабре 1919 года Осборн короткое время работал на берегу, пока Уилкинс, бывший капитан Катти Сарк, не убедил его вернуться в море. Он присоединился к торговому флоту, плавая в основном на небольших кораблях, базирующихся в Ливерпуле.
В 21 год он сдал на допуск к самостоятельному управлению кораблем и принял командование траулером. В течение следующих десяти лет по словам Осборна его карьера включала «всего понемногу — контрабанда спиртного, китобойный промысел, глубоководный трал в Арктике». В ноябре 1935 года, в Гримсби, он стал шкипером бывшего сейнера Gipsy Love, которое его владельцы, Marstrand Fishing Company, перестроили в траулер.

### Судно и команда
В марте 1936 года, во время своего второго рейса на Gipsy Love, Осборн попытался завербовать опытного моряка Александра Маклина, которому он сказал, что рейс может оказаться дальше — возможно, на Бермудские острова или в Южную Америку, — но Маклин отказался от предложения. Осборн предложил место помощника Гарри Стоуну, местному моряку, у которого не было соответствующего допуска, но Орсборн сказал, что может использовать бумаги Маклина. Другими членами экипажа были йоркширец, Гектор Харрис и 17-летний шотландский повар Говард Стивенс. К официальной команде присоединился младший брат Осборна Джеймс, бакалейщик, который не имел официального статуса на борту и позже был классифицирован как безбилетный пассажир. Gipsy Love покинула Гримсби в конце марта 1936 года, имея целью ловлю рыбы в районе банки Доггер в Северном море, но через несколько часов вернулась в порт из-за неисправности двигателя. С согласия владельцев Осборн с экипажем перешел на другое судно компании Марстранд, маленький траулер «Гёрл Пэт»; Джеймс Осборн снова присоединился к ним.
Построенное в 1935 году в Саффолке, «Гёрл Пэт» было судном в 55 брутто-регистровых тонн (БРТ) или 19 нетто-регистровых тонн (НРТ). Оно имела длину 66 футов (20 м), ширину 18,7 фута (5,7 м), глубину трюма 8,7 фута (2,7 м) и рассчитана на экипаж до шести человек. Некоторые источники полагают, что, как и Gipsy Love, оно была преобразована в траулер из сейнера. «Гёрл Пэт» было застраховано на 3000 фунтов стерлингов. Его штатный механик, Джордж Джефферсон, был добавлен в команду Осборна для предстоящего рейса.

## Вояж

### Этап первый: Гримсби — Коркубион
«Гёрл Пат» оставило Гримсби 1 апреля 1936 года. Согласно более поздней записи Стоуна, когда они вошли в открытое море, Осборн собрал весь экипаж, за исключением Джефферсона, в рулевой рубке и сказал им, что это будет не обычная рыбалка. Вместо этого он предложил повернуть на юг, сначала зайдя в Дувр, где он избавится от Джефферсона, который не был включен в его дальнейшие планы. На этом этапе Осборн, по-видимому, не определился со своими долгосрочными намерениями, но указал, что они будут плыть в южные воды и могут заняться промыслом жемчуга.

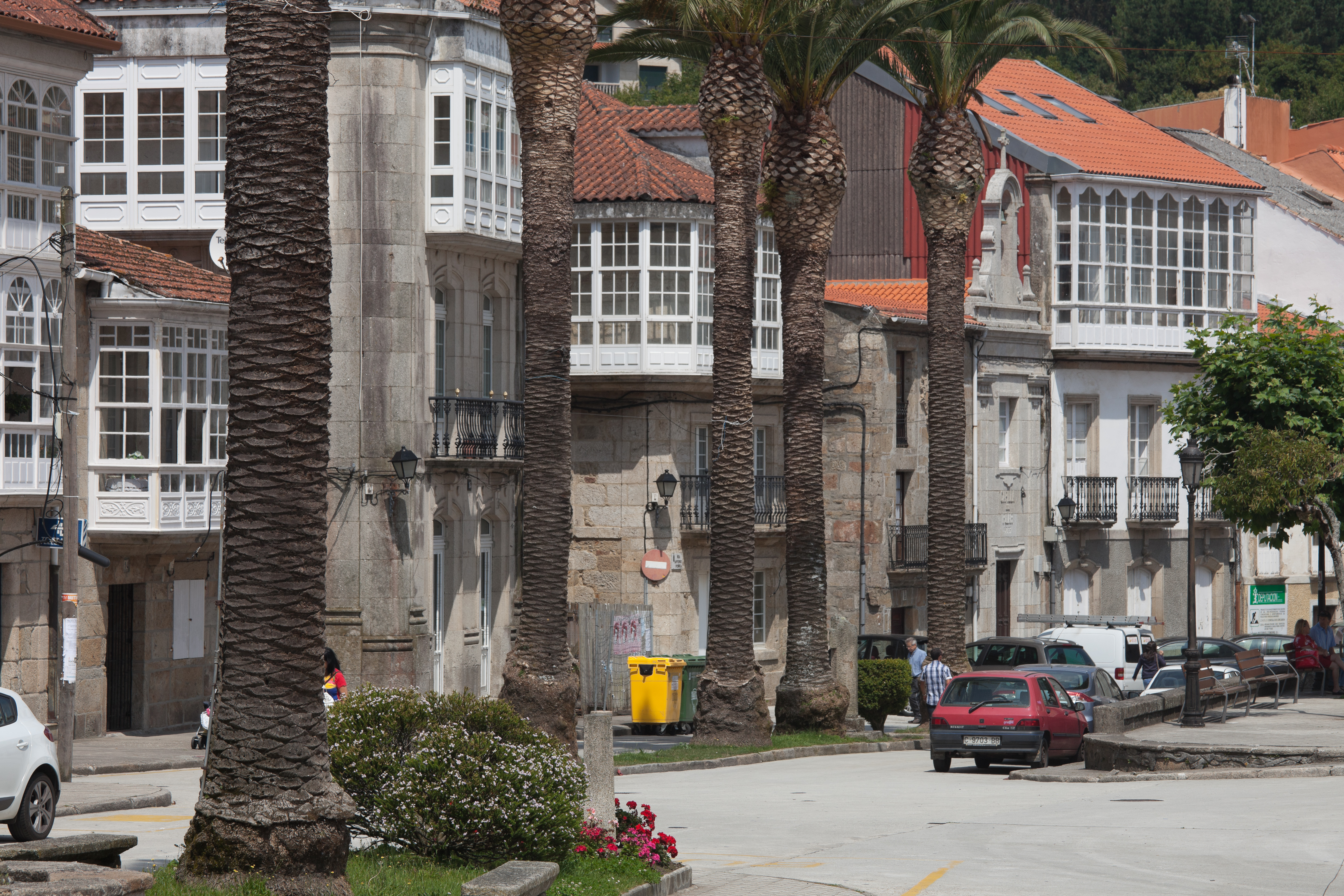
город Коркубион (снято в 2011 году), где «Гёрл Пат» производило ремонт в апреле 1936

3 апреля корабль добрался до Дувра, где Джефферсона высадили на берег снабдив пищей и водой. Когда он вернулся в гавань, «Гёрл Пат» ушло; механик в замешательстве вернулся в Гримсби. Когда «Гёрл Пат» отплыло в Ла-Манш, Осборн сказал своей команде, что на судне нет морских карт, и что будущая навигация будет зависеть от дешевого школьного атласа, который он показал им. Он изменил записи в судовом журнале, записав себя как «Г. Блэка», команду как «Стоуна», «Х. Кларка», и Джеймса Осборна как «А. Блэка». Переждав на якоре у Джерси на Нормандских островах непогоду, «Гёрл Пат» отправилось на юг через Бискайский залив. Осборн приказал внести изменения в внешний вид судна: бушприт был изменен, а регистрационный номер на борту корпуса был затемнен. По словам Стоуна, Осборн указал маршрут, который включал Мадейру, Канарские острова, африканское побережье и, в конечном итоге, Кейптаун. Затем они могли продать лодку и разделить выручку. Тяжелая погода в Бискайском заливе препятствовала плаванию и сильно потрепала небольшое судно, поэтому 12 апреля они укрылись в небольшом северном испанском порту Коркубион, где пробыли около 14 дней. Были проведены необходимые ремонтные работы и судно была заправлено провизией и топливом. Осборн проинструктировал, что счет за эти услуги на общую сумму 235 фунтов стерлингов будет отправлен в компанию Марстрэнд в Гримсби, в качестве наказания, по его словам, за то, что они выпустили лодку с неадекватными провизией и оборудованием.
После возвращения Джефферсона в Гримсби в «Марстранд» были озадачены действиями Осборна, но изначально думали, что он взял другого механика в Дувре и отправился, возможно, на лов рыбы в новом месте. Были неподтвержденные наблюдения «Гёрл Пат» в Балтийском море и в других районах. По прошествии нескольких недель без каких-либо определенных новостей в «Марстрэнд» предполагали, что судно было потеряно, либо в результате кораблекрушения либо было затоплено экипажем, и потребовали выплаты страхового возмещения. Они уже получили 2400 фунтов стерлингов, когда были удивлены появлением счетов из Коркубиона, а также новостями о том, что «Гёрл Пат» отплыло из порта 24 апреля в неизвестном направлении.

### Этап второй: Коркубион — Дакар

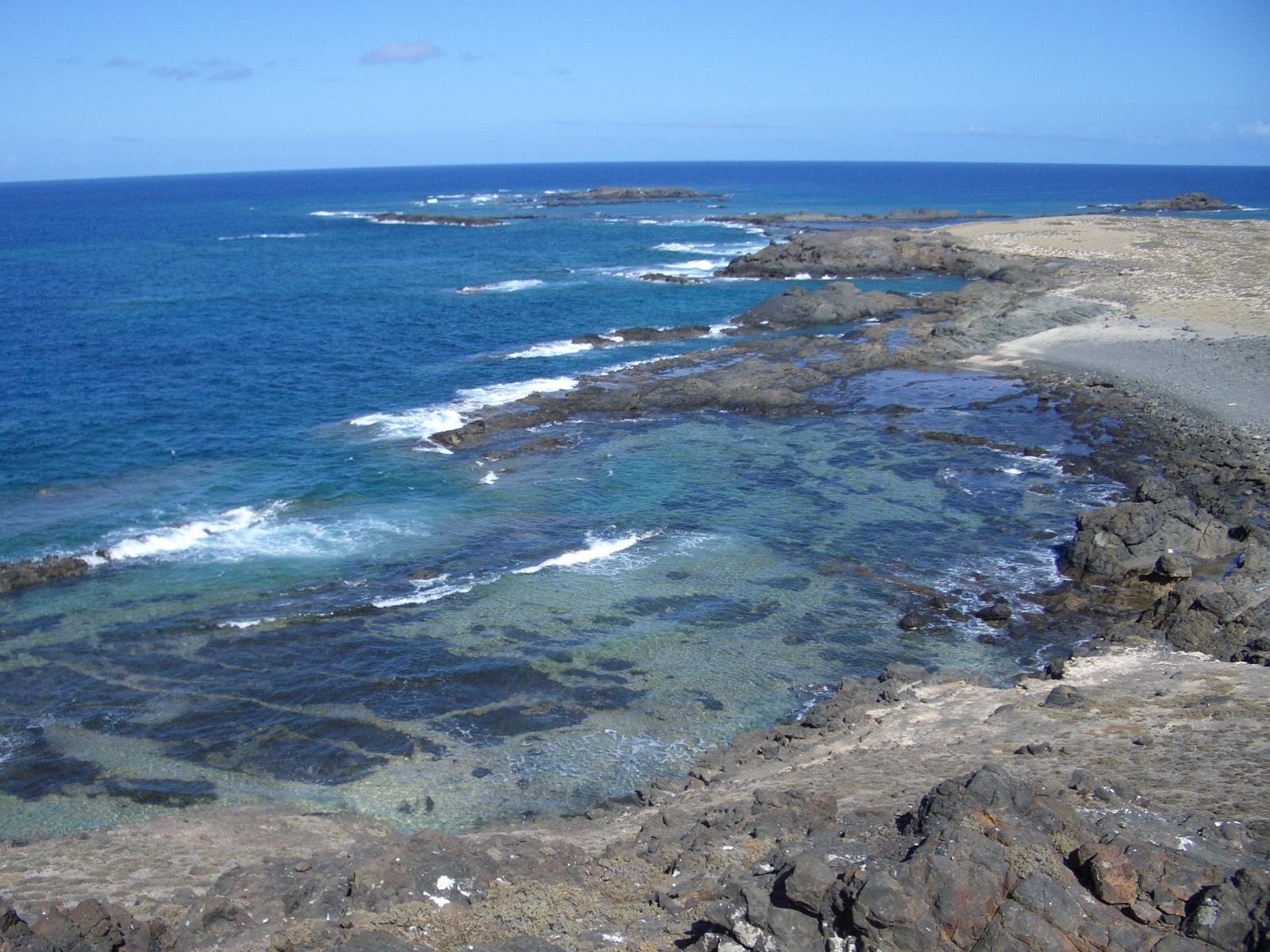
Рифы вдоль береговой линии Малого Селважема

После того, как «Гёрл Пат» покинуло Коркубион, в порту ходили слухи, что Осборн собирался ловить рыбу в водах недалеко от Гибралтара, но зафиксировать присутствие судна в этом районе не удалось. Стоун позже вспоминал, что после некоторого времени они прибыли на неизвестные необитаемые острова — это согласуется с сообщением отправленным 17 мая с британского лайнера «SS Avoceta», о том, что судно, очень похожее по описанию на пропавший траулер, встало на якорь на островах Селваженш. Этот небольшой необитаемый архипелаг, примерно в 170 морских милях (310 км) к югу от Мадейры и примерно на таком же расстоянии к северу от Канарских островов, уже давно ассоциируется с рассказами о пиратских кладах, и известие о том, что «Гёрл Пат» было замечено именно там, породила в прессе спекуляции, что команда занимается охотой за сокровищами. Ллойд отправили представителя в Лас-Пальмас, чтобы расследовать эту информацию; тем временем «Гёрл Пат» скрытно переместилось на Тенерифе на Канарских островах, где его перекрасили.
Оставив Тенерифе, «Гёрл Пат» продолжило свое путешествие на юг, вдоль побережья Африки. Согласно рассказу Стоуна, экипаж сошел на берег в Порт-Этьен во Французской Западной Африке (ныне Нуадибу, Мавритания), оставив судно без охраны. Пока они отсутствовали, мародеры украли снаряжение и провизию, оставив экипаж почти ни с чем: «Все, что у нас осталось из еды и питья это четыре бутылки воды, банка солонины, бутылка сока лайма и банка сгущенного молока». Выйдя из Порт-Этьен они сели на мель на песчаных банках и застряли там на три дня. В конце концов им удалось освободить судно, и 23 мая лоцманский катер привел их в гавань в Дакаре с голодной и измученной командой на борту.
Во время предыдущего этапа рейса Стоун заболел аппендицитом. Он был госпитализирован в Дакаре и больше не участвовал в приключении. Осборн смог получить дополнительное топливо и воду, но прибытие «Гёрл Пат» привлекло внимание местного агента Ллойда, который разыскивал это судно. 26 мая он увидел Осборна и осмотрел журнал, где обнаружил ложные имена и другие несоответствия. Осборна попросили представить документы корабля в британском консульстве, но под предлогом того, что ему нужно было проверить двигатели, он срочно вышел в море. Широко сообщалось о появлении «Гёрл Пат» в Дакаре — первом подтверждении начиная с Коркубиона о том, что судно все еще на плаву. Родственникам членов экипажа было приятно, что те, кто находится на борту, были в безопасности, но они опасались того, что может быть впереди.

### Этап третий: Дакар — Джорджтаун
Общественный интерес к делу «Гёрл Пат» побудил кинокомпанию Gaumont British рассмотреть вопрос о создании фильма на основе происходивших событий. В Палате общин 29 мая парламентский секретарь Торговой палаты заявил, что не было сделано никаких просьб о задержании судна в иностранных портах. Две недели спустя председатель Торговой палаты Уолтер Ренсимен подтвердил, что от имени страховой компании министерство иностранных дел попросило об отказе в кредите и задержании судна «Гёрл Пат» в любом порту.
2 июня французский лайнер «Ямайка» сообщил о небольшом судне под британским флагом, направляющемся на юг, недалеко от островов Бижагош в 250 морских милях (460 км) к югу от Дакара. Хотя сначала в замеченном судне предполагали «Гёрл Пат», следующее сообщение пришло 9 июня с другой стороны Атлантики из точки удаленной более чем на 2000 морских миль (3700 км) к западу. Капитан американского корабля Lorraine Cross Джонс, направил агентам Ллойда в Джорджтауне, Британская Гвиана (ныне Гайана) сообщение о небольшом судне, подававшем сигнал бедствия вблизи южноамериканского побережья, в 47 морских милях (87 км) на северо-востоку от Кайенны. На борту, по-видимому, было четыре человека. Название и маркировка судна были закрашены, но экипаж утверждал, что они являлись судном «Маргарет Гарольд», направлявшимся в Тринидад из Лондона. Джонс посчитал поведение экипажа подозрительным, и когда он попросил посмотреть бумаги корабля, корабль опустил сигнал бедствия и прибавил ход. Джонс сказал, что судно было «несомненно британским рыболовным судном», и подумал, что это «Гёрл Пат». В Гримсби пресс-секретарь компании Марстранд не удивился этому новому местоположению и подтвердил, что у корабля была достаточная скорость, чтобы пересечь океан за время, прошедшее с момента последнего контакта. Проверка Ллойда показала, что корабля с названием «Маргарет Гарольд» не зарегистрировано.

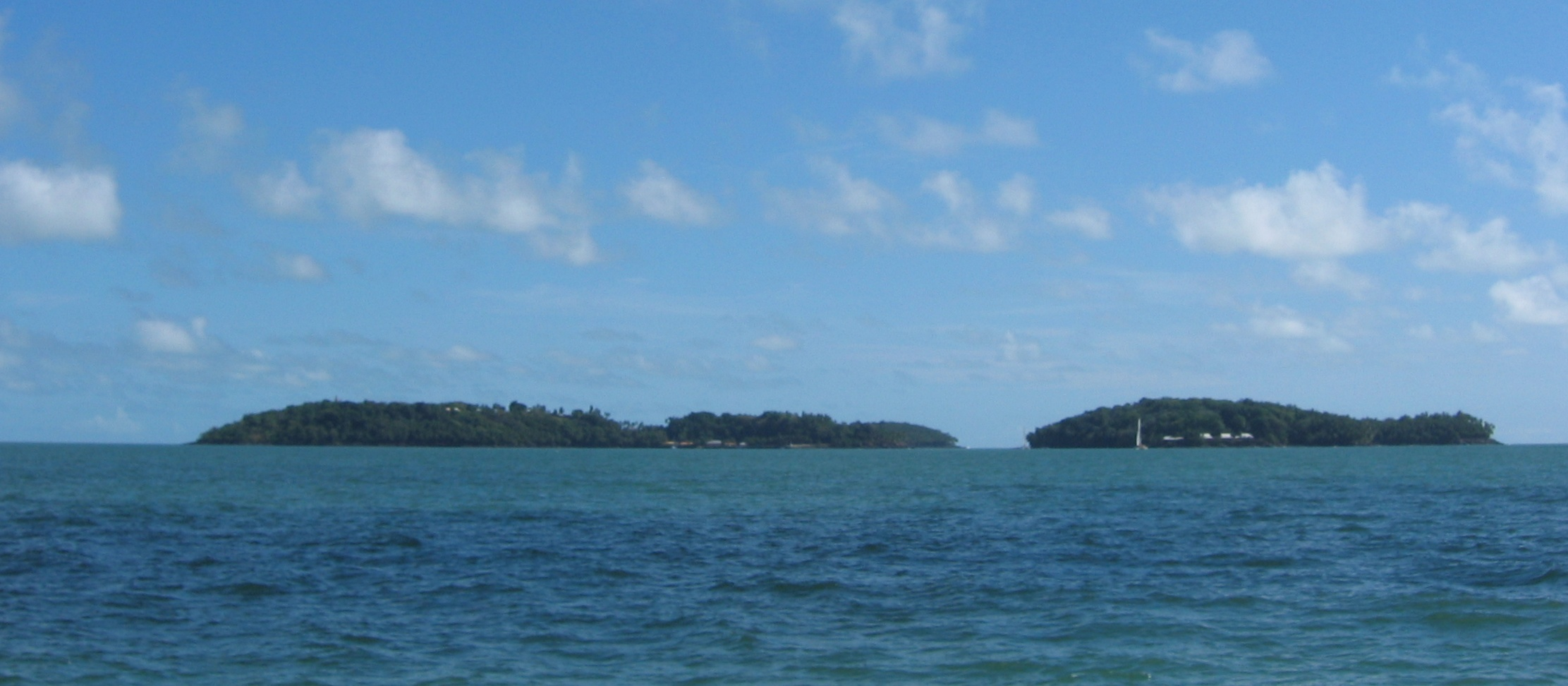
Острова Иль-дю-Салют, где предположительно было замечено «Гёрл Пат» после пересечения ею Атлантики

С островов Иль-дю-Салют, находящихся в нескольких милях от побережья Французской Гвианы, сообщили, что 10 июня видели судно, похожее по внешнему виду на «Гёрл Пат». Самолет компании Pan American предпринял поиск охватив территорию более 1000 морских миль (1600 км) вдоль береговой линии близ Джорджтауна, но не заметил следов судна. 17 июня в нескольких газетах были опубликованы сообщения об обнаружении обломков небольшого судна и трех тел на Атвуд Кей, небольшом острове входящем в Багамский архипелаг. Большая часть прессы предполагала, что это «Гёрл Пат», один заголовок гласил: «Школьный атлас направил команду на смерть?». Сообщения были опровергнуты, когда ранним утром 19 июня полицейское судно отбуксировало «Гёрл Пат» в порт Джорджтауна.

### Поимка и арест

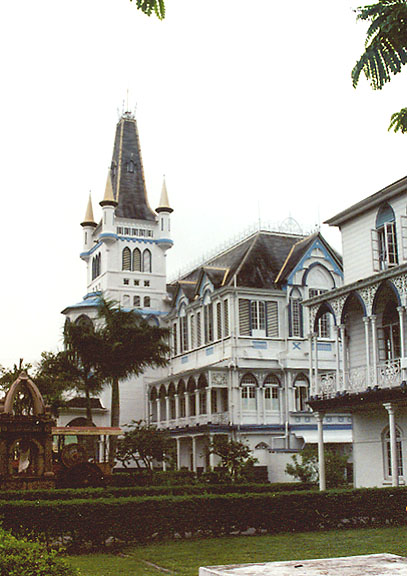
Сити-Холл, Джорджтаун

Вечером 18 июня британский пароход Аракака заметил небольшое судно в нескольких милях от Джорджтауна и передал эту информацию на берег. Невооруженный полицейский катер вышел из Джорджтауна для расследования этой информации. По мере приближения, экипаж еще неидентифицированного судна стал враждебным. Они отрицали, что судно являлось разыскиваемым «Гёрл Пат» и угрожали насилием, если офицеры попытаются взойти на борт. Катер отступил в Джорджтаун, где полиция вооружилась и получила полномочия захватить подозрительное судно. Они вернулись рано утром и увидели, что их добыча уходит. Последовало двухчасовое преследование, которое газета The Hull Daily Mail живописала как спортивное соревнование: «Как несущаяся по следу борзая, более быстрый правительственный корабль сел на хвост убегающему подозреваемому, который, петлял как заяц изо всех сил чтобы оторваться от погони». По словам британской Daily Worker, преследование «превзошло самые впечатляющие усилия кинорежиссеров». Наконец, при маневрировании на близком расстоянии суда столкнулись. Корма подозрительного судна была сильно повреждена, после чего она сдалась и была взята на буксир. Название, изображенное на корпусе судна, было «Kia-ora», но Стивенс быстро признал, что судно действительно являлось беглецом  «Гёрл Пат».
«Гёрл Пат» было арестована в гавани Джорджтауна, а братья Осборн, Харрис и Стивенс были доставлены в полицейский участок в Сити-Холл. Полиция выступила с заявлением о том, что четверка была размещена «по их собственной просьбе. Они не содержатся под стражей». В Лондоне чиновники изо всех сил пытались установить точную юридическую позицию и издавали сбивающие с толку заявления. Между тем Осборн и его спутники описывались как герои. Немецкая газета «Гамбургер Фремденблатт» спросила: «Разве это не в британской традиции — делать необычное из любви к приключениям, особенно если рука об руку идут риск, смелость и романтика?». Человек из города Халл подумал, что приключение продемонстрировало «дух Дрейка», и призвал к публичной подписке, чтобы погасить долги и расходы экипажа. Альтернативный взгляд, выраженный в Hull Daily Mail, заключался в том, чтобы задать вопрос: следует ли рассматривать таких людей столь благосклонно или просто как «людей, которые убежали с чужой собственностью».
После освобождения полицией Харрис и Стивенс немедленно вернулись в Англию, куда прибыли 13 июля. Братья Осборн ждали в Джорджтауне до прояснения положения дел. Джордж Осборн сказал прессе, что он хочет вернуться домой, где, как он настаивал, для него были доступно множество предложений о работе. 27 июня, после дальнейших обсуждений в Лондоне, братья были арестованы по ордеру, выпущенному в соответствии с Законом о беглых преступниках, и предстали перед судьями в Джорджтауне, где им было предъявлено обвинение в краже «Гёрл Пат».

## Слушания, суд и приговор

### Джордтаун
Осборны содержались под стражей, ожидая слушания по депортации. 4 июля их задержали еще на неделю, а в залоге снова был отказано. Хотя братья заявили о своей готовности отказаться от процесса депортации и согласиться на немедленную передачу в Англию, они по-прежнему содержались под стражей. 22 июля начались слушания в городском суде Джорджтауна под официальным названием «Гёрл Пат». 24 июля магистрат издал приказ об отправке братьев в Англию, чтобы предстать перед судом как только будет получено официальное одобрение губернатора колонии сэра Джеффри Норткота, которое губернатор не спешил дать. Наконец 13 августа Осборны покинули Джорджтаун на грузовом лайнере Инанда.
В то время как Осборны были в Джорджтауне, Гарольд Стоун, бывший помощник на «Гёрл Пат», отправился домой из Дакара и прибыл в Ливерпуль 20 июля. После интервью с полицией Стоун рассказал прессе о трудностях, пережитых во время рейда «Гёрл Пат», особенно о нехватке продовольствия и воды: «Я бы не хотел снова пережить этот опыт». Он подтвердил, что они шли используя школьный атлас, но добавил, что они обладали компасом.

### Боу Стрит, Лондон
Рано утром 2 сентября Инанда пришвартовалась в Грейвсенде, графство Кент. Братья были немедленно отправлены в Магистратский суд Лондона на Боу Стрит, где им предъявили обвинение в краже и сговоре. Несмотря на возражения полиции — потому что, по их словам, могут возникнуть «определенные события» — суд назначил залог в 500 фунтов стерлингов за каждого из братьев и потребовал от них сдать свои паспорта.
Когда слушание возобновилось 10 сентября, суд услышал от управляющего компании Марстрэнд, что Джордж Осборн не был уполномочен управлять «Гёрл Пат» за пределами Северного моря. Стоун свидетельствовал о том, что Осборн ясно изложил свои намерения плыть на юг с самого начала, а также дал доказательства внесения изменений в бортовом журнал судна. Суд заслушал показания Джефферсона, Александра Маклина и агента Ллойда в Дакаре. Защитник не ответил на подробные аспекты дела обвинения, но заявил, что на предстоящем судебном заседании «против некоторых свидетелей обвинения» будут вынесены «очень серьезные обвинения». Братья не признали себя виновными и были освобождены под залог для участия в процессе в центральном уголовном суде Олд Бейли. В промежутке между слушаниями и судебным разбирательством, которое должно было начаться в октябре, «Гёрл Пат» было продана.

### Олд Бейли
Суд в Олд Бейли начался 19 октября 1936 года. Обвинение начало с заявления, что события не следует рассматривать как «веселое пиратское приключение», а как нарушение доверия со стороны Джорджа Осборна, которому владельцы доверили свой корабль. Цель рейса заключалась не в том, чтобы приносить пользу владельцам, а в том, чтобы делать деньги для подсудимых.

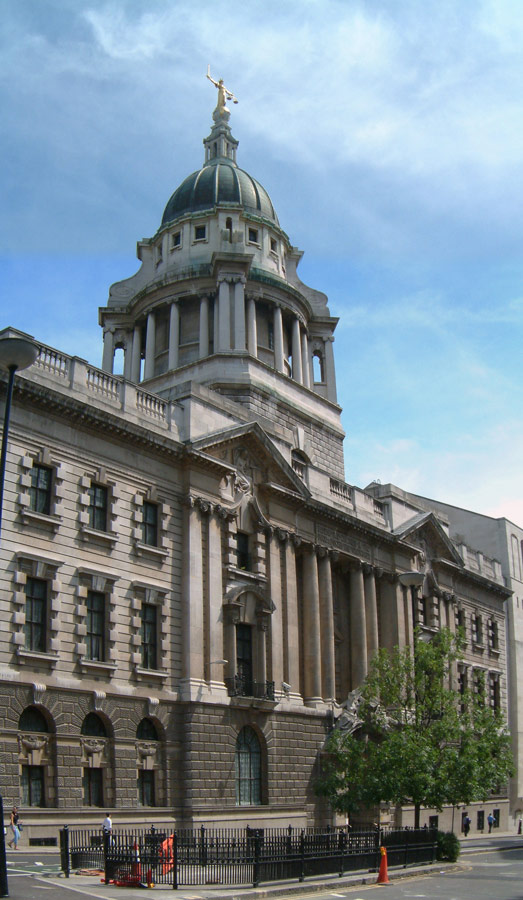
Здание центрального уголовного суда

Маклин показал, что в своих беседах с Джорджем Осборном у него сложилось впечатление, что капитан был совладельцем судна. Осборн упомянул ему о возможности участия в прибыльных действиях, таких как контрабанда (в том числе оружия). Джон Мур, управляющий компании Марстрэнд, заявил, что Осборну была поставлена задача выйти на «Гёрл Пат» на рыбный промысел в район Северного моря, где еще одно судно Марстрэнд успешно занималось рыбной ловлей. Во время перекрестного допроса защита выдвинула в сторону Мура «серьезные обвинения» о том, что он поручил Джорджу Осборну избавиться от судна с целью получения страховки, в награду Осборн должен был получить часть страховой суммы. Защита утверждала, что компания была в плохом финансовом состоянии и что ее корабли были заложены. Мур отрицал, что делал такое предложение Осборну. Компания, по его словам, была финансово устойчивой, выплаты по кредитам были относительно низкими и он никогда не обсуждал страховые суммы с Осборном. Защита также заявила, что «Гёрл Пат» было в неисправном состоянии, не имела необходимого запаса провизии и была непригодна для выхода в море. Это заявление также было отвергнуто Муром.
После того, как Стоун и Джефферсон повторили показания, которые они дали в Боу Стрит, Джордж Осборн озвучил свою позицию. Он сказал, что не согласился с предложением Мура «потерять» судно, а после отплытия все еще не определился, что он будет делать. Он оставил Джефферсона в Дувре, потому что он был плохим механиком и пьяницей. Мур, утверждал он, ошибался, утверждая, что состояние судна было соответствующим. Осборн сказал, что, когда лодка укрылась в Джерси, он предложил экипажу «сделать из этого праздник», а затем предложил сделать круг по Атлантическому океану, прежде чем вернуться в Гримсби. Не было никакого намерения действовать по схеме Мура или красть судно; они бы «поблагодарили владельцев за предоставление судна» и вернули его. Осборн добавил, что, когда они были в порту в Коркубионе, ему предложили деньги за «Гёрл Пат», но он отказался. Осборн отрицал, что он пытался скрыть свою истинную личность в Дакаре или покинул порт, чтобы избежать запросов — внезапное отплытие по его словам, было вызвано проблемами с местным населением. Он также не пытался сопротивляться действиям полиции в Джорджтауне; его маневры возникли из-за опасений по поводу безопасности его судна, которое подвергалось угрозе из-за маневров катера полиции.
Джеймс Осборн, давая показания, сказал, что узнал от своего брата о предложении Мура избавиться от лодки и сказал Джорджу, что он будет «проклятым дураком» согласится на это предложение. Он остался со своим братом, потому что «думал, что если он собирался сделать что-нибудь сумасшедшее, я мог бы это предотвратить». Повторно вызванный на свидетельское место Мур сказал, что он отказался нанять Джеймса Осборна, потому что считал его нечестным.
В своей заключительной речи защитник сказал, что ключом к делу было то, хотели ли братья Осборн лишить владельцев их судна. Улики, по его словам, свидетельствовали скорее об «увеселительной поездке через полмира без разрешения владельца», чем о краже или о чем-то более зловещем. Прокурор возразил, что если увеселительная трехмесячная поездка была невинным объяснением, зачем было необходимо запутывать в дело необоснованными обвинениями в предполагаемом страховом мошенничестве «против людей, чья репутация была выше подозрений?». Подводя итог, судья осудил договоренности, согласно которым Осборны получали деньги от прессы за права на их историю. Это было необоснованным и нежелательным: «Независимо от того, являются ли обвиняемые виновными или невиновными [в краже], чужая собственность использовалась ими без разрешения … Джордж Осборн ясно понимал, что он действует против интересов своего работодателя». Присяжные заседатели совещались всего 35 минут, прежде чем возвратиться с обвинительным вердиктом в отношении обоих подсудимых. 22 октября Джордж Осборн был приговорен к 18 месяцам тюремного заключения, а Джеймс к 12 месяцам.

### Альтернативное заявление Осборна
Спустя тринадцать лет после судебного разбирательства в мемуарах под названием «Повелитель Герл Пат», опубликованных издательством Doubleday, Джордж Осборн предоставил новый взгляд на события, связанные со знаменитым вояжем «Гёрл Пат». Согласно этому описанию, в 1935 году он был завербован британской военно-морской разведкой. Путешествие «Гёрл Пат» было секретным заданием, связанным с неизбежной гражданской войной в Испании. Осборн утверждает, что между остановками в Коркубионе и Дакаре он выполнил миссию по уничтожению железнодорожного моста в Испанском Марокко. В Порт-Этьене, Дакаре и других местах остановки были сделаны с целью получения дальнейших указаний от военно-морской разведки. В этом более позднем описании Осборн меняет имена членов экипажа и другие детали: Стоун становится «Флетчером», а его уход в Дакаре описывается Осборном как «дезертирство». Некоторые из дат в мемуарах Осборна не совпадают с известными данными о передвижениях судна — он указывает 26 июня в качестве даты прибытия в Дакар, а показания которые он дал в суде Олд Бейли, не имеют никакого отношения к опубликованным в книге. Осборн описывает свое пребывание в тюрьме Уормвуд-Скрабc как «замечательный опыт. Я бы не пропустил его ни за что».